# Ота Косуке
Ота Косуке (яп. 太田 宏介, нар. 23 липня 1987, Токіо) — японський футболіст.

## Виступи за збірну
2010 року дебютував в офіційних матчах у складі національної збірної Японії. Відтоді провів у формі головної команди країни 4 матчі.

## Статистика виступів
| Збірна Японії | Збірна Японії | Збірна Японії |
| Роки          | Ігри          | голи          |
| ------------- | ------------- | ------------- |
| 2010          | 1             | 0             |
| 2011          | 0             | 0             |
| 2012          | 0             | 0             |
| 2013          | 0             | 0             |
| 2014          | 3             | 0             |
| Усього        | 4             | 0             |